# Thaneller
Der Thaneller ist ein 2341 m ü. A. hoher Berg in den östlichen Lechtaler Alpen in Tirol. Nahezu freistehend bietet er von seinem Gipfel einen umfassenden Rundblick ins Allgäuer Alpenvorland, auf Reutte und das Außerfern, auf die Ammergauer Alpen mit Heiterwanger See und Plansee, aufs Zugspitzmassiv, auf die Lechtaler Alpen und die Tannheimer Berge sowie dahinter einige Gipfel der Allgäuer Alpen.
Der Gipfel ist in einer unschwierigen leichten Bergtour über die zahme Südseite von Rinnen oder Berwang aus erreichbar. Von Heiterwang führt der deutlich exponiertere Werner-Riezler-Steig über Thanellerkar und Nordwestflanke zum Gipfel. Der Weg durch die Nordwestflanke ist nur an einigen wenigen Stellen mit Drahtseilen gesichert und erfordert daher Trittsicherheit und Schwindelfreiheit. Einfache Kletterstellen im  I. Schwierigkeitsgrad und Schneefelder sind nicht zu unterschätzen.

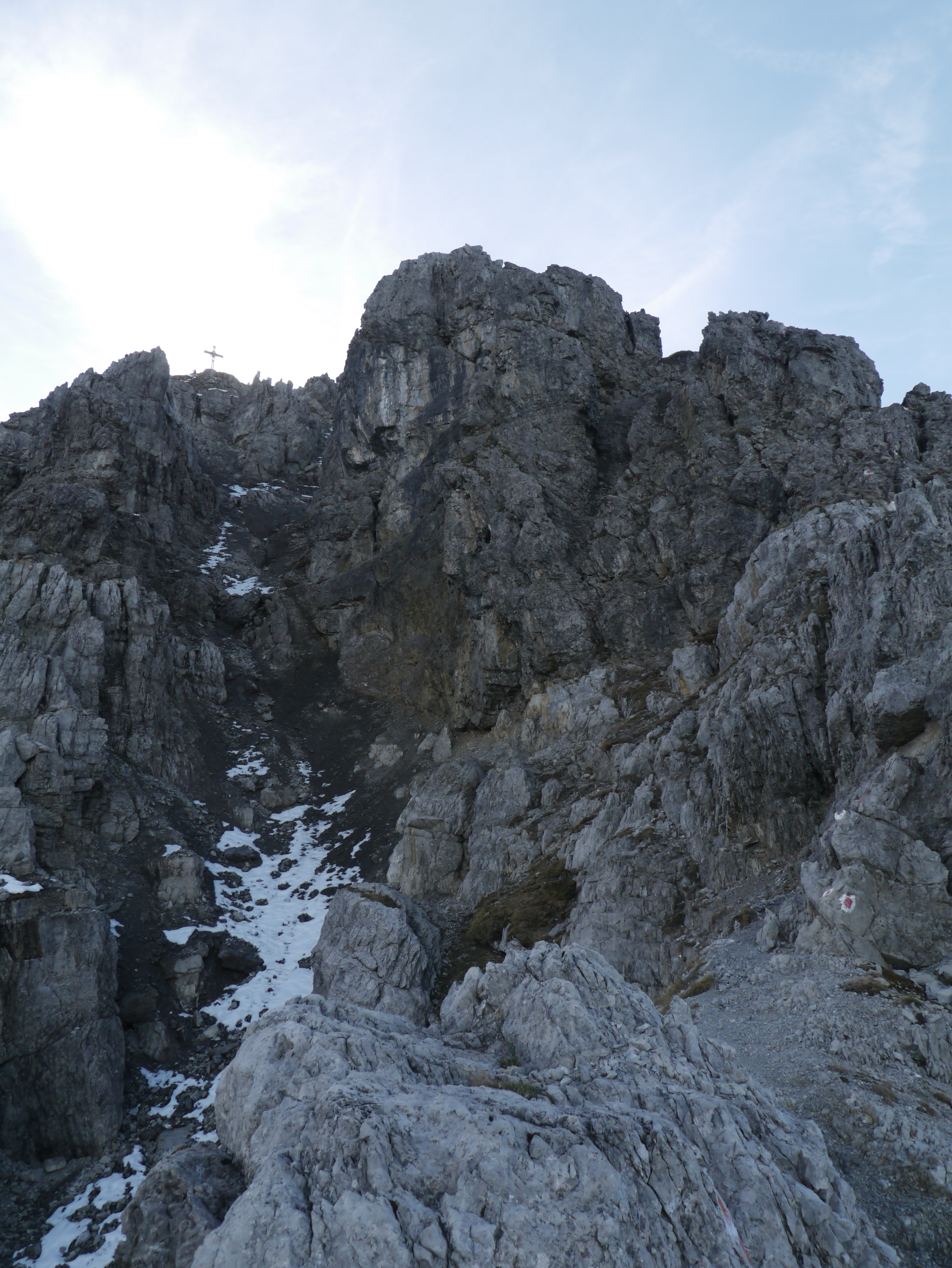
Nordseitiger Anstieg (Werner-Riezler-Steig)